# 和晃敏郎
和晃 敏郎（かつひかり としお、1942年8月9日 - 2018年1月1日）は、愛知県蒲郡市神ノ郷町出身で伊勢ヶ濱部屋（入門時は荒磯部屋）に所属した大相撲力士。本名は杉浦 敏朗（すぎうら としお）。現役時代の体格は186cm、113kg。最高位は東前頭筆頭（1970年9月場所）。得意手は左四つ、寄り、上手投げ。

## 来歴・人物
蒲郡市立蒲郡中学校では後の横綱・玉の海の1年先輩に当たり、相撲部で主将を務めていた。その後進学した愛知県立蒲郡高等学校を1年生途中で中退し、荒磯部屋（後、1961年1月より伊勢ヶ濱部屋に改称）へ入門。1958年11月場所で初土俵を踏んだ。初土俵の同期には、後の前頭・栃王山らがいる。
以来、着実に番付を上げてゆき、1965年5月場所で十両へ昇進した。だが、軽量と生来の気の弱さにより、本場所中は取組への不安から鎮静剤が無いと夜眠れなかったという。その後十両下位と幕下を往復する状況が3年以上続いたが、徐々に十両でも成績が残せるようになり、1969年9月場所で新入幕を果たした。
一見地味ではあるが、長身を生かした左四つからの寄りを得意とした。1970年9月場所では最高位となる東前頭筆頭まで番付を上げ、三役昇進も期待された。この場所では、中学時代の後輩であった横綱・玉の海との対戦も果たしている。しかし、110kg前後という軽量であったため本来の相撲をなかなか取らせてもらえず、3勝12敗と大敗を喫した（玉の海を含め、横綱・大関には勝つ事ができなかった）。
それ以降は幕内下位に低迷し、結局幕内在位は通算7場所に終わっている。
1972年3月場所を最後に幕内から遠ざかり、東十両12枚目の地位で迎えた1973年1月場所では6勝9敗と負け越し、関取の地位も失った。東幕下3枚目に在位した翌3月場所を以って30歳で引退し、年寄・若藤を襲名。
引退後は伊勢ヶ濱部屋付きの親方として後進の指導に当たり、福岡場所担当委員を務めた他、理事も歴任した（3期務め、相撲教習所所長も経験。退職直前は役員待遇）。
2006年11月場所中に現役時代、和晃の兄弟子であった元大関・清國の7代伊勢ヶ濱が停年を迎える事になった。伊勢ヶ濱部屋は後継者候補が少なかったため、誰が部屋を継承するのか注目されていたが、唯一の部屋付き親方であった10代若藤（元・和晃）が師匠と名跡を交換し伊勢ヶ濱部屋を継承した。しかし、8代伊勢ヶ濱を襲名した元・和晃自身も当時64歳で僅か9ヵ月後の2007年8月には停年を迎えるため、直ちに後継者擁立を進めた。だが、翌2007年1月場所後に後継者擁立断念を表明。同時に伊勢ヶ濱部屋を解散し、所属する力士・行司らは同じ立浪一門（当時）の桐山部屋と高嶋部屋に移籍させた。自身は桐山部屋に移籍し、部屋付きの親方として後進を指導した。
退職直前の同年8月3日には再度、若藤の名跡を保持していた元・清國と名跡交換を行い、若藤を再襲名。5日後、日本相撲協会を停年退職した。
2018年1月1日、胆管がんのため、自宅で死去。75歳没。葬儀・告別式は親族のみで行い、喪主は長男が務めた。

## エピソード
- 十両時代の1968年9月場所（当時の番付は、西十両11枚目）、初日の朝嵐（同、西十両13枚目）戦での事。対戦相手である朝嵐が土俵内に落ちていたごみを土俵の外へ捨てに行った所、物言いが付き協議の結果「時間いっぱいの後に土俵を出たため、戦意無しとみて反則負け」となり、和晃の勝ちとなった。

## 主な成績・記録
- 通算成績：461勝426敗1分3休 勝率.520
- 幕内成績：33勝72敗 勝率.314
- 現役在位：86場所
- 幕内在位：7場所
- 連続出場：888番（1959年1月場所-1973年3月場所（7日目））
- 各段優勝
  - 十両優勝：1回（1970年1月場所）

### 場所別成績
| | 一月場所 初場所（東京） | 三月場所 春場所（大阪） | 五月場所 夏場所（東京） | 七月場所 名古屋場所（愛知） | 九月場所 秋場所（東京） | 十一月場所 九州場所（福岡） |
| --- | ----------------------- | ----------------------- | ----------------------- | --------------------------- | ----------------------- | --------------------------- |
| 1958年 （昭和33年） | x                       | x                       | x                       | x                           | x                       | （前相撲）                  |
| 1959年 （昭和34年） | 東序ノ口14枚目 6–2      | 西序二段103枚目 6–2     | 東序二段71枚目 6–2      | 西序二段39枚目 6–2          | 西序二段11枚目 6–2      | 西三段目75枚目 4–4          |
| 1960年 （昭和35年） | 西三段目75枚目 3–5      | 西三段目76枚目 3–5      | 東三段目90枚目 7–1      | 東三段目38枚目 3–4          | 東三段目45枚目 4–3      | 東三段目34枚目 4–3          |
| 1961年 （昭和36年） | 東三段目24枚目 6–1      | 東幕下69枚目 3–4        | 西幕下84枚目 4–3        | 東幕下75枚目 5–2            | 西幕下58枚目 2–5        | 東幕下74枚目 6–1            |
| 1962年 （昭和37年） | 西幕下38枚目 3–4        | 東幕下43枚目 5–2        | 西幕下28枚目 4–3        | 東幕下23枚目 4–3            | 東幕下22枚目 6–1        | 東幕下11枚目 3–4            |
| 1963年 （昭和38年） | 東幕下14枚目 4–3        | 東幕下12枚目 3–4        | 東幕下15枚目 5–2        | 西幕下7枚目 3–4             | 西幕下10枚目 4–3        | 西幕下8枚目 3–4             |
| 1964年 （昭和39年） | 東幕下12枚目 3–4        | 東幕下14枚目 5–2        | 西幕下4枚目 4–3         | 西幕下3枚目 3–4             | 西幕下5枚目 3–4         | 東幕下7枚目 3–4             |
| 1965年 （昭和40年） | 東幕下10枚目 6–1        | 東幕下筆頭 4–3          | 西十両17枚目 8–7        | 東十両16枚目 8–7            | 東十両15枚目 8–7        | 西十両12枚目 6–8 （引分1）  |
| 1966年 （昭和41年） | 東十両18枚目 7–8        | 東幕下2枚目 6–1         | 西十両18枚目 4–11       | 西幕下8枚目 3–4             | 東幕下11枚目 5–2        | 東幕下5枚目 2–5             |
| 1967年 （昭和42年） | 東幕下16枚目 6–1        | 東幕下4枚目 5–2         | 西幕下6枚目 4–3         | 東幕下4枚目 3–4             | 東幕下7枚目 3–4         | 西幕下8枚目 3–4             |
| 1968年 （昭和43年） | 西幕下11枚目 6–1        | 西幕下3枚目 5–2         | 東十両13枚目 9–6        | 東十両7枚目 6–9             | 西十両11枚目 9–6        | 西十両5枚目 6–9             |
| 1969年 （昭和44年） | 東十両8枚目 8–7         | 東十両7枚目 9–6         | 西十両筆頭 7–8          | 西十両2枚目 9–6             | 西前頭10枚目 2–13       | 東十両7枚目 5–10            |
| 1970年 （昭和45年） | 東十両12枚目 優勝 12–3  | 西十両2枚目 11–4        | 西前頭10枚目 8–7        | 東前頭6枚目 9–6             | 東前頭筆頭 3–12         | 西前頭7枚目 2–13            |
| 1971年 （昭和46年） | 東十両3枚目 7–8         | 西十両5枚目 9–6         | 西十両2枚目 10–5        | 西前頭12枚目 4–11           | 東十両6枚目 8–7         | 東十両3枚目 8–7             |
| 1972年 （昭和47年） | 東十両2枚目 9–6         | 東前頭10枚目 5–10       | 東十両3枚目 5–10        | 東十両8枚目 6–9             | 西十両9枚目 10–5        | 東十両4枚目 3–12            |
| 1973年 （昭和48年） | 東十両12枚目 6–9        | 東幕下3枚目 引退 1–3–3  | x                       | x                           | x                       | x                           |
| 各欄の数字は、「勝ち-負け-休場」を示す。 優勝 引退 休場 十両 幕下 三賞：敢=敢闘賞、殊=殊勲賞、技=技能賞 その他：★=金星 番付階級：幕内 - 十両 - 幕下 - 三段目 - 序二段 - 序ノ口 幕内序列：横綱 - 大関 - 関脇 - 小結 - 前頭（「#数字」は各位内の序列） |                         |                         |                         |                             |                         |                             |

### 幕内対戦成績
| 朝登     | 1 | 1 | 魁罡   | 1 | 0 | 北の富士 | 0 | 1 | 黒姫山 | 1 | 2 |  |  |  |
| 高鉄山   | 0 | 4 | 琴櫻   | 0 | 1 | 金剛     | 0 | 3 | 白田山 | 1 | 1 |  |  |  |
| 錦洋     | 1 | 2 | 大麒麟 | 0 | 1 | 大受     | 0 | 2 | 大雪   | 4 | 1 |  |  |  |
| 大鵬     | 0 | 1 | 大文字 | 1 | 0 | 大雄     | 1 | 3 | 大竜川 | 1 | 0 |  |  |  |
| 貴ノ花   | 1 | 2 | 高見山 | 0 | 2 | 玉の海   | 0 | 1 | 時葉山 | 1 | 4 |  |  |  |
| 栃東     | 2 | 1 | 栃勇   | 2 | 2 | 栃王山   | 2 | 4 | 栃富士 | 0 | 1 |  |  |  |
| 羽黒岩   | 1 | 2 | 長谷川 | 1 | 1 | 花光     | 0 | 1 | 福の花 | 0 | 2 |  |  |  |
| 藤ノ川   | 1 | 0 | 二子岳 | 3 | 2 | 双津竜   | 0 | 1 | 増位山 | 0 | 1 |  |  |  |
| 三重ノ海 | 0 | 4 | 明武谷 | 0 | 2 | 陸奥嵐   | 0 | 1 | 長浜   | 0 | 1 |  |  |  |
| 義ノ花   | 0 | 2 | 琉王   | 1 | 2 | 若浪     | 1 | 3 | 若二瀬 | 2 | 2 |  |  |  |

## 改名歴
- 杉浦 敏朗（すぎうら としお）1959年1月場所-1963年3月場所
- 駒國 敏朗（こまくに -）1963年5月場所-1964年11月場所
- 杉浦 敏朗（すぎうら -）1965年1月場所-1966年1月場所
- 神山 敏朗（しんざん -）1966年3月場所-1966年11月場所
- 神山 敏朗（かみやま -）1967年1月場所-1968年1月場所
- 和晃 敏朗（かつひかり -）1968年3月場所-1969年11月場所
- 和晃 敏郎（かつひかり -）1970年1月場所-1973年3月場所

## 年寄変遷
- 若藤 敏郎（わかふじ としお）1973年3月22日-2006年11月19日
- 伊勢ヶ濱 敏郎（いせがはま -）2006年11月19日-2007年8月3日
- 若藤 敏郎（わかふじ -）2007年8月3日-2007年8月8日（停年退職）